# Agromyza alticeps
Agromyza alticeps är en tvåvingeart som beskrevs av Friedrich Georg Hendel 1931. Agromyza alticeps ingår i släktet Agromyza och familjen minerarflugor.
Artens utbredningsområde är Italien. Inga underarter finns listade i Catalogue of Life.